# Frozen Poppyhead
Frozen Poppyhead je česká metalová kapela z Českých Budějovic, která byla založena v roce 2017 . Kapelu tvoří zpěvák a sólový kytarista Richard "Tolky" Tolkner, doprovodný kytarista Alfred Rezek, bubeník David Halada a baskytarista Jan Tošer.

## Členové
- Richard "Tolky" Tolkner – zpěv, sólová kytara
- Alfred Rezek – kytara, vokály
- David Halada – bicí, vokály
- Jan Tošer – baskytara

## Diskografie

### Studiová alba
- The First Furrow (2018)
- Everfrost (2021)

### Singly
- „Blessing of Doom“ (2017)
- „Hectic“ (2017)
- „Searing Tides“ (2017)
- „Falko“ (2018)
- „Salute“ (2021)
- „Unblinded“ (2021)
- „Egoeater“ (2021)
- „Everfrost“ (2021)

## Videografie

### Videoklipy
- Falko - 2018 [2]
- Searing Tides - 2017 [3]